# Neige
Stéphane Paut (Bagnols-sur-Cèze, 16 de abril de 1985), mais conhecido como Neige ("neve" em francês), é um músico francês, conhecido pelas bandas Alcest, que ele fundou com apenas 14 anos, e Amesoeurs, além de seu trabalho com a banda Peste Noire em seus primórdios, de que, apesar de ter sido fundador da primeira encarnação da banda, sob o nome de Dor Daedeloth, declara ter sido apenas um convidado, por ser contra o conceito da banda, que ele define como "amor real pela maldade". 